# Pomacentrus opisthostigma
Pomacentrus opisthostigma is een straalvinnige vissensoort uit de familie van rifbaarzen of koraaljuffertjes (Pomacentridae). De wetenschappelijke naam van de soort is voor het eerst geldig gepubliceerd in 1918 door Fowler.